# Meligethes haemorrhoidalis
Meligethes haemorrhoidalis är en skalbaggsart som beskrevs av Förster 1849. Meligethes haemorrhoidalis ingår i släktet Meligethes, och familjen glansbaggar. Arten är reproducerande i Sverige.